# Сирдар'їнська ТЕС
Сирдар'їнська ТЕС — теплова електростанція в місті Ширін, Сирдар'їнської області Узбекистану. Найбільша електростанція в Центральній Азії — встановлена потужність 3000 МВт.[джерело?] Входить до складу «АТ Узбекенерго».

## Історія
Початок будівництва станції — 1966 р., закінчення — 1981 р. Як первинне паливо використовується природний газ, резервне — мазут.
У грудні 1976 року було запущено 5-й блок електростанції.
Згідно з програмою реформування енергетичної галузі Узбекистану Сирдар'їнська ГРЕС була перетворена в ВАТ «Сирдар'їнська теплова електростанція» наприкінці 2001 року
У 2001 році Європейським банком реконструкції та розвитку (ЄБРР) виділено кредит у розмірі 27,8 млн доларів США. Реконструкцію 2-х енергоблоків виконала фірма Siemens AG 2003 р.
У 2002 році німецька Siemens AG здійснила реконструкцію електростанції вартістю $45,4 млн. Проект передбачав модернізацію двох енергоблоків з виходом на проектні потужності. Фінансування здійснювалось за рахунок кредиту Європейського банку реконструкції та розвитку (ЄБРР) в обсязі $27,8 млн й власних коштів АТ Узбекенерго.
2006 році компанією «Узбекенерго» було оголошено тендер на поставку обладнання та проведення капітально-відновлювального ремонту блоку № 5 станції. У підсумку замовлення на відновлення п'ятого енергоблоку Сирдар'їнської ТЕС проектною вартістю $41 млн отримали «Силові машини».
У червні 2009 року російське ВАТ «Силові машини» здійснило капітально-відновлювальний ремонт п'ятого енергоблоку потужністю 300 МВт. В ході модернізації, яка велася з 2006 року, була повністю відновлена маслосистема, відремонтовано та змонтовано допоміжне обладнання, проведено монтаж трубопроводів, відновлені опорно-підвісна система та агрегат К-300, проведені електротехнічні та пуско-налагоджувальні роботи.
Силові Машини також здійснюють реконструкцію енергоблоку № 6 проектною вартістю $29 млн, яка завершиться у 2010 році. Після завершення даного проекту очікувана річна економія природного газу від енергоблоків № 5, № 6 становитиме 152 млн кубометрів.
У травні 2012 Сирдар'їнська ТЕС оголосила тендер на реконструкцію чергових 2-х енергоблоків станції. В рамках проекту планується повномасштабна реконструкція двох енергоблоків потужністю по 300 МВт. У результаті потужність станції повинна збільшитися на 50 МВт.

## Сучасний стан
Сирдар'їнська ТЕС була введена в експлуатацію з встановленою потужністю 3000 МВт (десять енергоблоків по 300 МВт). Річний обсяг видачі електроенергії в об'єднану енергетичну систему республіки — 13 млрд кВт/год або 32 % від загального обсягу виробленої в Узбекистані електроенергії.

## Досягнення
Димова труба Сирдар'їнської електростанції знаходиться на 61 місці в списку найвищих будівель і споруд світу[уточнити].

## Зноски
1. ↑  Сюжет информационной программы «Время» от 22.12.1976 года. Пуск 5-го блока Сырдарьинской ГРЭС
2. ↑  «Силовые машины» завершили ремонт пятого энергоблока Сырдарьинской Т в Узбекистане. 4 июня 2009
3. ↑  ОАО «Сырдарьинская тепловая электростанция». Архів оригіналу за 29 червня 2011. Процитовано 29 січня 2017. [Архівовано 2011-06-29 у Wayback Machine.]
4. ↑  Энергичный проект для энергичной компании. 4 июня 2009
5. ↑  Узбекистан объявил тендер на модернизацию энергоблоков Сырдарьинской ТЭС. [Архівовано 2016-03-05 у Wayback Machine.] 16 мая 2012
6. ↑  В Узбекистане начали модернизацию Сырдарьинской ТЭС. [Архівовано 2014-03-12 у Wayback Machine.] 13 февраля 2012